# Avahi mooreorum
Lêmure-lanoso-de-Moore (Avahi mooreorum) é uma espécie de lêmur da família Indridae. Endêmica de Madagascar.